# Pseudanthessius vinnulus
Pseudanthessius vinnulus är en kräftdjursart som beskrevs av Humes 1977. Pseudanthessius vinnulus ingår i släktet Pseudanthessius och familjen Pseudanthessiidae. Inga underarter finns listade i Catalogue of Life.